# Nisza w Warowni
Nisza w Warowni – schronisko w skale Warownia Górna w rezerwacie przyrody Skamieniałe Miasto w Ciężkowicach, w województwie małopolskim, w powiecie tarnowskim. Pod względem geograficznym znajduje się na Pogórzu Ciężkowickim będącym częścią Pogórza Środkowobeskidzkiego.
Jest to skalna pustka znajdująca się powyżej półki. Ma długość 4,5 m,  szerokość do 2 m i wysokość do 0,9 m. Jest łatwo dostępna. Powstała na warstwie międzyławicowej w piaskowcu ciężkowickim w wyniku wietrzenia. Dno z litej skały. Jest sucha i w całości widna. Nie obserwowano zwierząt ani roślin.
Schronisko zostało po raz pierwszy opisane przez Z. Aleksandrowicz w 1970 r.  Obecny plan i opis jaskini sporządził T. Mleczek w listopadzie 1999 r.

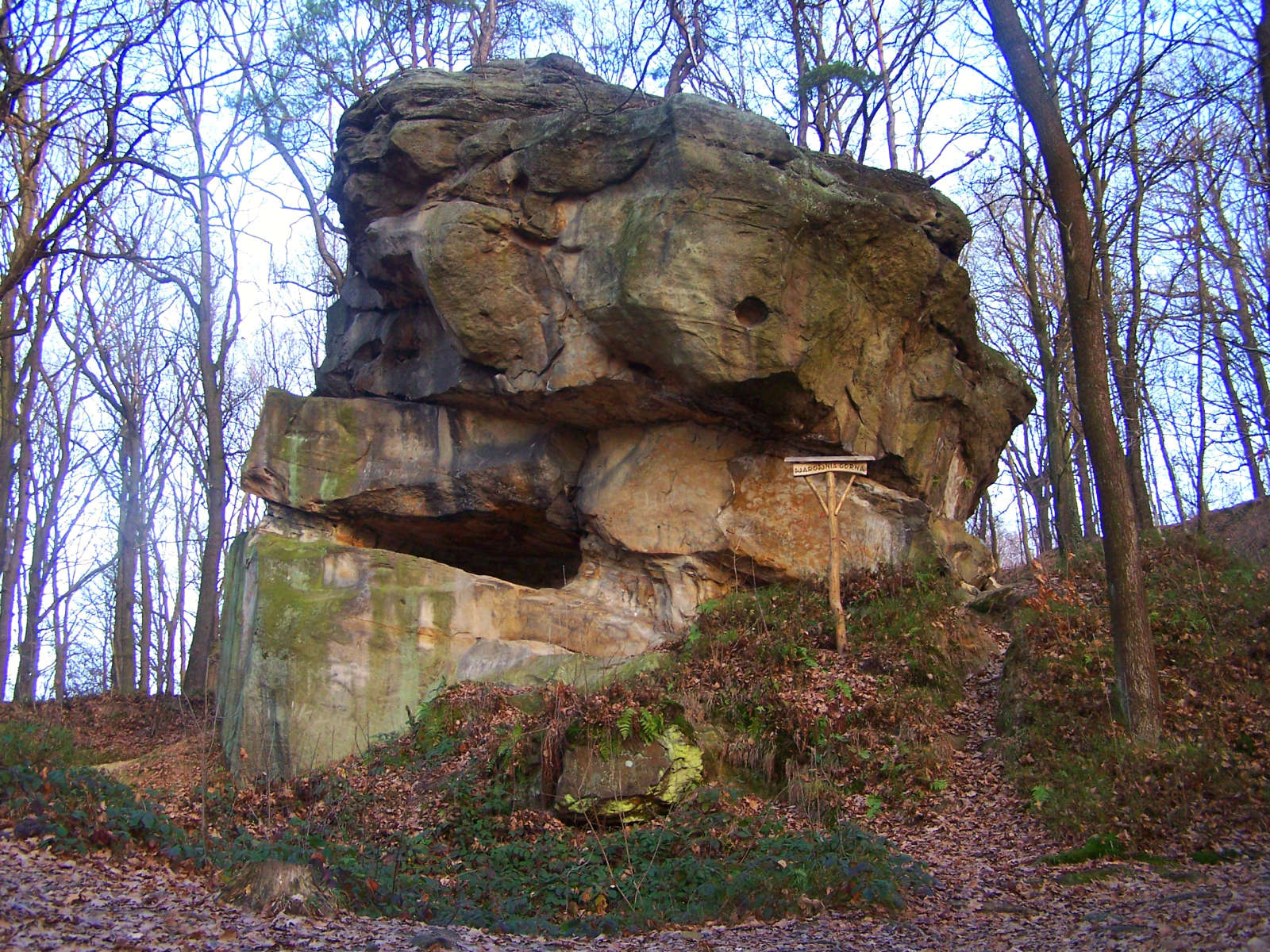